# 1152

## Събития
- На 4 март Фредерик Барбароса е провъзгласен за крал на Германия
- Брака на Луи VII с Алиенор Аквитанска е анулиран
- На 18 май Алиенор Аквитанска се омъжва за Хенри II

## Родени
- Мария Комнина Порфирогенита, византийска принцеса

## Починали
- 3 май – Матилда Булонска, шотландска благородничка